# 私立超能力高校的日常
《私立超能力高校的日常》是株式會社Plott製作的一部網路動畫，於2022年5月13日起在日本YouTube頻道上播出，以喜劇短篇動畫形式講述了擁有超能力的學生們的日常生活。簡稱。

## 製作
本作品由株式會社Plott的松浦太一創作，おつじ負責插圖，杉山洋介負責編輯。

## 登場人物
多多光（聲優：鈴木戀）
本作主角兼講述者，一名普通的高中生。超能力「發光」。
黑井正義（聲優：木村楓）
光的摯友。超能力「黑洞」。
見里未來
光的同班同學，辣妹。超能力「未來視」。
平翔子（聲優：柚木尚子）
光的同班同學，辣妹。超能力「平行世界移動」。
闇川理子（聲優：柚木尚子）
光的同班同學，地雷系女子。超能力「地雷」。

## 漫畫
《一臉平靜地談論著不得了的話題的辣妹。 ―私立超能力高校的日常―》

## 外部連結
- （日語）《私立パラの丸高校》官方網站
- （日語）YouTube上的《私立パラの丸高校》頻道
- （日語）《私立パラの丸高校》的X（前Twitter）
- （日語）《私立パラの丸高校》的Instagram帳戶